# Opatovská Nová Ves
Opatovská Nová Ves és un poble i municipi d'Eslovàquia. Es troba a la regió de Banská Bystrica. La primera menció escrita de la vila es remunta al 1323.

## Demografia
| Godina             | 1994 | 2004   | 2014   | 2024    |
| ------------------ | ---- | ------ | ------ | ------- |
| Nombre de persones | 646  | 634    | 697    | 626     |
| Diferència         |      | −1,85% | +9,93% | −10,18% |

| Godina             | 2023 | 2024   |
| ------------------ | ---- | ------ |
| Nombre de persones | 629  | 626    |
| Diferència         |      | −0,47% |